# Marco V
Marco V (pseudônimo de Marco Verkuylen,  Heeswijk-Dinther, 3 de abril de 1966) é um DJ e produtor holandês de trance. Já se apresentou em badalados eventos de música eletrônica mundo afora, como Sensation, Dance Valley e Global Gathering